# Peter Barlow
Peter Barlow   (Norwich, 13 d'octubre de 1776 - Kent, 1 de març de 1862) va ser un enginyer i matemàtic anglès.

## Vida i obra
Res es coneix de la infància i la joventut de Barlow. El seu interès per les matemàtiques el va portar a escriure alguns articles sobre teoria de nombres per alguns almanacs i revistes que varen atraure l'atenció de Charles Hutton qui va aconseguir que fos nomenat professor de la Reial Acadèmia Militar de Woolwich el 1801, càrrec que tindria la resta de la seva vida professional. Es va retirar de l'Acadèmia el 1847 i tampoc es coneix res de la seva activitat des d'aquesta data fins a la seva mort el 1862.

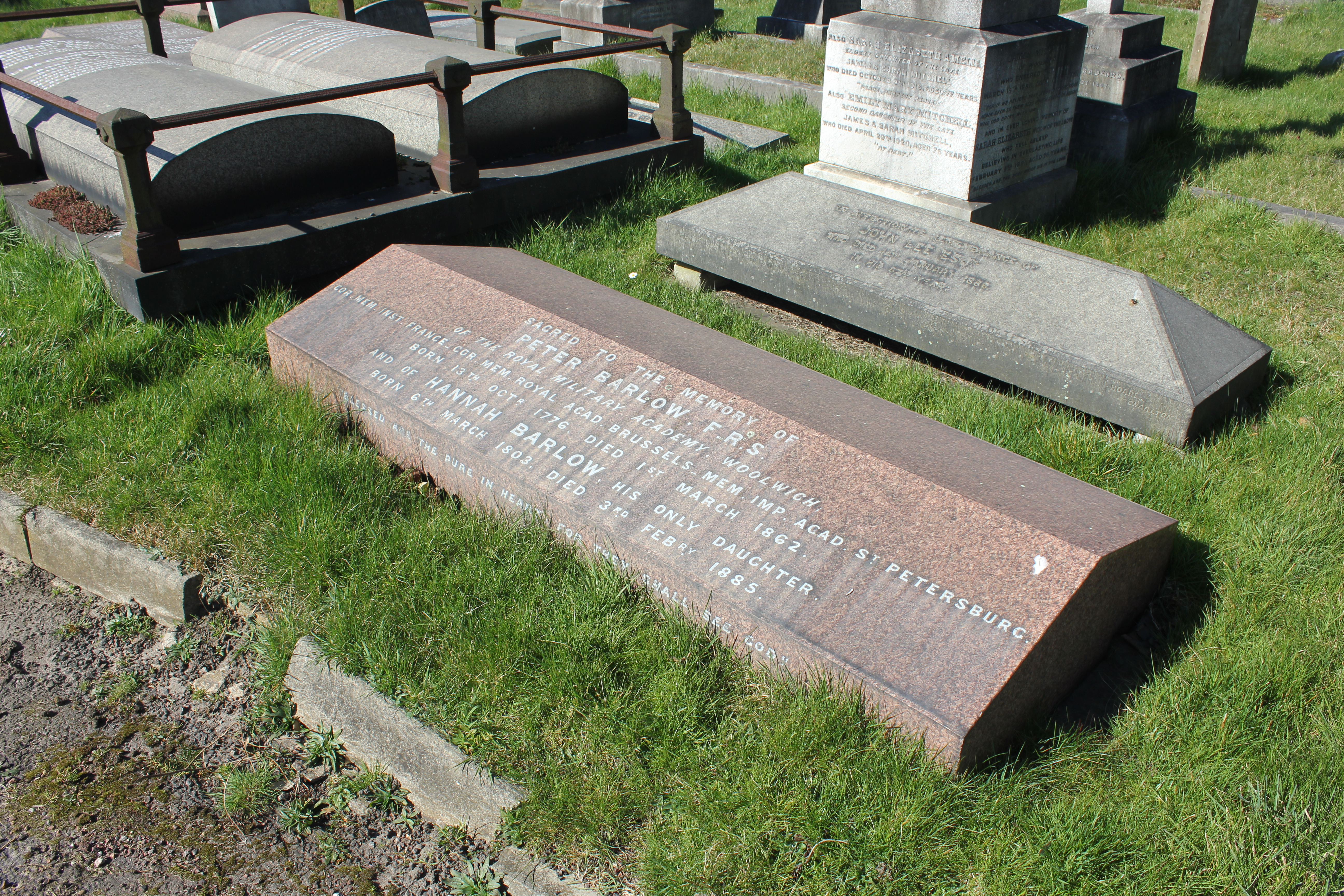
Tomba de Barlow al cementiri de Charlton (Greenwich, Londres).

Els seus primers treballs es van orientar cap a les matemàtiques pures, publicant An Elementary Investigation of the Theory of Numbers (1811) i A new Mathematical and Philosophical Dictionary (1814). Aquest mateix any va publicar les reconegudes New Mathematical Tables, que s'han estat editant fins al 1947, quan els computadors les van convertir en obsoletes.
A partir de 1819 es va interessar en la desviació de les brúixoles pel ferro dels vaixells. Els seus estudis del magnetisme el van portar a ser escollit fellow de la Royal Society el 1823 i a obtenir la medalla Copley el 1825.
Entre 1827 i 1833 es va dedicar a estudiar problemes d'òptica, fruit dels quals es va dissenyar de lent de Barlow: una modificació del telescopi que corregia l'Aberració cromàtica. I, finalment, a partir de 1835 es va interessar per la locomoció ferroviària i la construcció de ponts penjants, essent nomenat comissionat reial dels ferrocarrils.

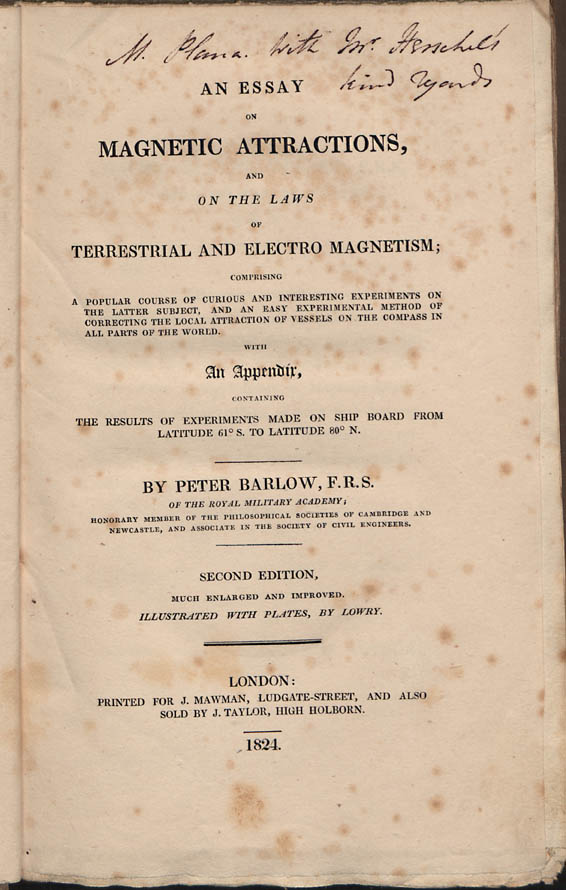
Essay on magnetic attractions, and on the laws of terrestrial and electro magnetism, 1824
- Taules de Barlow, 1814
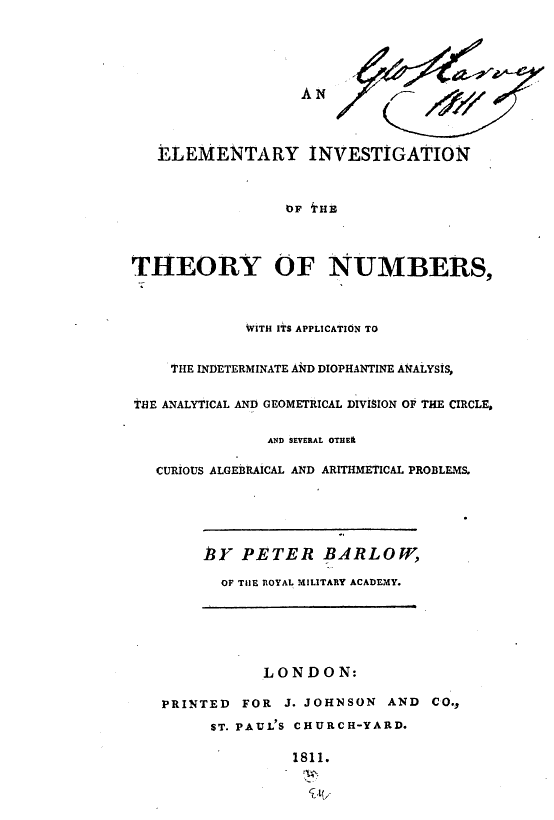
An Elementary Investigation of the Theory of Numbers, 1811